# Libera el pezón (película)
Libera el pezón (en inglés, Free the Nipple) es una película independiente de comedia dramática de 2014 dirigida por Lina Esco y escrita por Hunter Richards. Esco creó la película para llamar la atención del público para la cuestión de la igualdad de género y fomentar la discusión sobre lo que ella percibe como una glorificación de la violencia y represión de la sexualidad. Cuando estaba en posproducción durante el mes de febrero de 2014, la película fue adquirida para su distribución por la compañía basada en París WTFilms.

## Elenco
- Casey LaBow como Cali
- Monique Coleman como Roz
- Zach Grenier como Jim Black
- Lina Esco como With
- Lola Kirke como Liv
- Michael Panes como Lawyer
- John Keating como Kilo
- Griffin Newman como Orson
- Leah Kilpatrick como Elle
- Jen Ponton como Charlie
- Liz Chuday como Blogger Liz
- Sarabeth Stroller como Pippy
- Janeane Garofalo como Anouk